# Edwin Alonzo Boyd

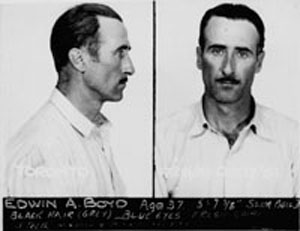
Edwin Alonzo Boyd, 1952

Edwin Alonzo Boyd (* 2. April 1914 in Toronto, Ontario, Kanada; † 17. Mai 2002 in Victoria, British Columbia, Kanada) war ein kanadischer Bankräuber und Anführer der Boyd-Gang. Seine Karriere machte ihn zu einem bekannten kanadischen Volkshelden.

## Kindheit und Jugend
Edwin Alonzo Boyd wurde am 2. April 1914 geboren. Vier Monate nachdem Edwin geboren wurde, erklärte das Britische Empire, dem Kanada angehörte, Deutschland den Krieg. Sein Vater Glover Boyd trat im August 1915 in die Armee ein. Es sollte einige Jahre dauern, bis Glover wieder zurückkehrte. Als der Vater heimkam, wurde die Wohnung zu klein, so dass die Familie in die Bee Street in Todmorden, einer Gegend jenseits des Don Valleys, in East York umzog. Bald danach wurde Edwins Mutter Eleanor wieder schwanger und Glover Boyd nahm einen Job beim Toronto Police Department an. Edwin wurde für die Zeit 1921–1922 eingeschult. Bevor das erste Schuljahr vorbei war, zog die Familie erneut um und er wechselte auf die Gledhill Public School bis zum Ende des Semesters. Im September 1923 zog die Familie Glover ein paar Blocks weiter nördlich und Edwin wechselte für kurze Zeit auf die Secord Public School, bevor er zurück zur Gledhill Public School ging. Die Boyds zogen bald weiter, dieses Mal in die Glebemount Avenue. Ed wechselte erneut die Schule, diesmal auf die Earl Beatty Public School und hier konnte sich Ed entwickeln. Er wurde Fußball-Spieler der Schulmannschaft und jahrelang hing sein Bild in der Schule. Zu dieser Zeit wurde er Mitglied der YMCA-Blaskapelle. Beim YMCA lernte Boyd die Mundharmonika so gut zu beherrschen, dass er die YMCA-Band begleitete, als diese eine Meisterschaft bei der Canadian National Exhibition gewann.
In den frühen 1930er Jahren bekamen die Geschwister Gord und Norm Boyd Scharlach, und während Eleanor Boyd sie pflegte, erkrankte sie selbst daran und starb. Im Jahr 1933 kam Edwin zum ersten Mal mit dem Gesetz in Konflikt, als er wegen Landstreicherei von der Royal Canadian Mounted Police aufgegriffen wurde.

## Militärzeit
Einige Jahre später trat er ins Royal Canadian Regiment, First Division, ein und im Juni 1940 überquerte sein Regiment den Ärmelkanal nach Frankreich. Nachdem sein Regiment nach Reigate verlegt worden war, traf Boyd seine zukünftige Frau Doreen Mary Frances Thompson. Am 20. August 1941, fast neun Monate nach Edwins und Doreens Hochzeit, gebar sie einen Sohn, Edwin Alonzo Boyd, Jr. Das Baby war zwei Tage alt, als es während eines Fliegeralarms an einer Hirnblutung starb. Edwin Jr. wurde am 30. August auf einem Yorker Friedhof begraben.
Anfang 1941 ging seine Frau nach York und trat, um ihrem Mann im Krieg nahe zu sein, dem Army Territorial Service bei, aber sie war zu klein, um LKW fahren zu können und wurde deshalb Motorradfahrerin. Am 27. Juli 1942 wurde Eddie Alonzo Boyd zum Provost Corps (damalige kanadische Militärpolizei) versetzt, weil er in der Armee unzufrieden war. Kurz danach wurde Doreen mit Zwillingen schwanger, die am 21. Dezember 1943 zur Welt kamen. Zwei Wochen nach dem Ende des Kriegs in Europa, am 24. Mai 1945, wurde Boyd offiziell aus der Armee entlassen.

## Erste Verbrechen
Nachdem er entlassen worden war, fand Boyd keinen angemessen unbefristeten Arbeitsplatz und er begann mit den Banküberfällen. Am 9. September 1949 beraubte Boyd eine North Yorker Filiale der Bank of Montreal. In der Zeit zwischen September 1949 und Oktober 1951 beging Boyd mindestens sechs Banküberfälle.

## Die Gang ist geboren
Boyd tat sich mit einem anderen Räuber zusammen und gemeinsam führten sie mehrere Banküberfälle durch. Er hatte einen guten Ruf für seinen Sprung über die Tresen, seine schnellen Bewegungen und seinen Umgang mit der Pistole. Sein Partner, Howard Gault, wurde erwischt und sagte alles aus. Beide kamen ins Don-Gefängnis in Toronto. In der gleichen Zeit als Boyd und sein Partner Banken ausraubten, tat eine andere Bande das gleiche. Lennie Jackson, ein Mitglied dieser Bande, wurde zur gleichen Zeit wie Boyd eingesperrt, und sie begannen schnell, Kontakt zu knüpfen. Bald kam ein weiterer erfahrener Bankräuber, Willie Jackson (nicht verwandt mit Lennie Jackson), alias Der Clown, ins Don-Gefängnis, der dort auf seinen Transport ins Kingston Penitentiary wartete, wo ihn eine siebenjährige Strafe erwartete. Lennie Jackson hatte bei einem Zugunglück einen Fuß verloren und besaß eine hölzerne Fuß-Prothese, in der er mehrere Sägeblätter versteckt hatte.

## Flucht über die Mauer
Am 4. November 1951 sägten Boyd und die Jacksons die Gitterstäbe durch und flüchteten über die Mauer. Sie trafen auf einen Freund, Valent Lesso aus Cochrane, einem von Lennie Jacksons Bande, und die vier wurden ein Team. Eigentlich war Lesso ein begabter Musiker, aber er fand keine Arbeit, daher änderte er seinen Namen in Steve Suchan und wurde Bankräuber. Schon bald begingen sie eine Reihe von Raubüberfällen, darunter den bis dahin größten in Torontos Geschichte. Die Zeitungen nannte die neue Gruppe "Boyd Gang" und sahen Boyd als Kopf hinter den Operationen. Willie The Clown Jackson wurde verhaftet und kam in das Gefängnis Don. Boyd tauchte mit seiner Frau Doreen unter.
Am 6. März 1952 stoppten Detective Sergeant Edmund Tong alias Der Chinese und seine Kollegen ein verdächtiges Auto an einer Kreuzung in Toronto. Im Auto waren Steve Suchan und Lennie Jackson, die auf eigene Faust arbeiteten. Eine Schießerei folgte, bei der Suchan Detective Tong tötete. Sie selbst wurden später verwundet und bei einer Schießerei gefasst und landeten wieder im Don Jail, diesmal mit einer Mordanklage. Eddie Boyd wurde aufgespürt und im Bett neben einem Aktenkoffer voller Geld und fünf geladenen Pistolen festgenommen. Boyd wurde im Don in eine Gefängniszelle mit seinen beiden Kumpanen gesetzt. Sie wurden mit einem der älteren Wächter vertraut. Als würde er einen Scherz machen, packte einer der Gangmitglieder den Schlüsselring des Wächters fest, während sie mit dem Wachmann alberten und scherzten. Nach dem Loslassen des Schlüssels blieb ein Abdruck auf seiner Hand zurück und in kurzer Zeit bastelten sie sich damit einen passenden Nachschlüssel für die Zellentür. Wenn die Wachen nicht da waren, zersägten sie zur Fluchtvorbereitung ein Fenstergitter. Um sicherzugehen, dass alle durch die kleine Öffnung passten, hielten alle Diät. Kurz bevor Steve Suchan und Lennie Jackson vor Gericht gestellt wurden, am 8. September 1952, entkamen sie dem Don ein zweites Mal. Die größte Fahndung in der kanadischen Geschichte folgte, mit einer großen Belohnung – CAD $ 26.000 – für Informationen, die zu ihrer Gefangennahme führten. Mehrere Gefängnismitarbeiter wurden entlassen und eine Royal Commission wurde gegründet, um die Umstände ihrer Flucht zu überprüfen.
Die kanadischen Zeitungen waren 1952 in harte Kämpfe untereinander verstrickt und jedes Detail der Boyd-Gang-Aktivitäten und Versuche ihrer Gefangennahme wurden in Schlagzeilen im ganzen Land gemeldet. Es gab Berichte über die Sichtung der Bande in Ontario und Québec. Polizisten reisten nur paarweise und waren immer gut bewaffnet.

## Festnahme und Auflösung
Die Polizei erhielt zahlreiche Anrufe von Bewohnern in West Ferris und Powassan, Ontario, sowie von einem Apotheker aus North Bay. Keiner von ihnen brachte etwas. Nach zehn Tagen wurden Männer in einer Scheune im Don Valley, 24 km vom Gefängnis entfernt, beobachtet. Es gelang, die Boyd-Gang ohne Zwischenfälle gefangen zu nehmen.
Jetzt war Boyd selbst das einzige Bandenmitglied, das noch nicht gefasst werden konnte. Detective Adolphus Dolph Payne hatte Eddie Boyds Bruder Norman unter Beobachtung gehalten und entdeckte, dass er eine Wohnung in der Heath Street gemietet, aber noch nicht bezogen hatte. Er besorgte sich beim Eigentümer einen Schlüssel für die Hintertür. Payne beobachtete dann von einem Nachbarhaus, wie Boyd in die Wohnung einzog. Um einen Schusswechsel zu vermeiden, wartete er, bis er sicher war, dass jeder schlief. Im Morgengrauen schlich die Polizei ins Innere des Hauses und nahm Boyd und seine Frau, während sie noch im Bett waren, fest. Boyds Bruder, der in einem anderen Zimmer schlief, wurde ebenfalls festgenommen. Die Zeitung Toronto Nugget berichtete über das Ereignis: Edwin Alonzo Boyd, Kanadas Public Enemy Number One, ergibt sich demütig zwei Vorstadtpolizisten, das war die Beendigung der größten Verbrecherjagd in der Geschichte des Dominion. Einer dieser Detectives war Kenneth Craven.
Steve Suchan und Lennie Jackson wurden für den Mord an Detective Tong zum Tode durch den Strang verurteilt. Am 16. Dezember 1952 erhielten Steve Suchan, nach einem kurzen Besuch bei seiner Mutter, und Lennie Jackson mit seiner Frau, die letzte Ölung und warteten auf ihre Hinrichtung gegen 8.00 Uhr. Zu ihrer Überraschung kam der Henker bereits um Mitternacht und gegen 0.14 Uhr waren sie beide tot, Rücken an Rücken gehängt.
Boyd wurde zu achtmal lebenslanger Haft verurteilt und Willie Jackson bekam dreißig Jahre. Willie Jackson und Eddie Boyd wurden beide im Jahr 1962 auf Bewährung entlassen.

## Ex-Bandit ruft Polizei
„Ex Bandit Boyd Calls For Police. Edwin Alonzo Boyd, who has spent much of his life dodging police, asked for their assistance last night- to arrest his wife and her companion.  Boyd was paroled Oct. 3 after serving 10 years in Kingston penitentiary for bank robbery.  He set up housekeeping in a west-central house for himself and his children.  Last night Boyd sent a hurried call for help to Markham St. station when a man and woman arrived at his home and battered down the front door.  The woman said she wanted to pick up clothing.  Booked on charges of being drunk were Doreen Boyd and Kenneth Caustan, 40.  In court today she pleaded guilty and was fined $5.  She was returned to the cells until she could raise the money.“

Edwin Alonzo Boyd, der einen Großteil seines Lebens damit verbracht hat, vor der Polizei zu flüchten, erbat letzte Nacht ihre Hilfe, um seine Frau und ihren Begleiter zu verhaften. Boyd wurde am 3. Oktober, nachdem er 10 Jahre wegen Bankraubs im Kingston-Gefängnis einsaß, auf Bewährung entlassen. Er bezog in einem westlich-zentral liegenden Haus für sich und seine Kinder eine Wohnung. Letzte Nacht schickte Boyd einen eiligen Hilferuf an die Markham St. Station, als ein Mann und eine Frau zu seinem Haus kamen und die Haustür zerschlugen. Die Frau sagte, sie wolle Kleidung holen. Unter dem Vorwurf der Trunkenheit wurden Doreen Boyd und Kenneth Caustan festgenommen und vor Gericht hat sie sich heute schuldig bekannt und wurde zu einer Geldstrafe von 5 $ verurteilt. Bis sie das Geld aufbringen konnte, wurde sie zurück in die Zelle gebracht.
Toronto Star, 14. Dezember 1962
Boyd ging unter dem neuen Namen John nach Victoria, British Columbia, wo er als Busfahrer behinderte Menschen fuhr. Er heiratete eine behinderte Frau, die er im Bus kennenlernte. Er kümmerte sich die nächsten 35 Jahre um sie, bis sie in ein Heim kam.

## Tod
Zwei Monate vor seinem Tod sagte Boyd einem CBC-Produzenten, dass er einmal ein Pärchen getötet und ihre Körper im Kofferraum eines Autos in High Park in Toronto gelassen hatte. Dies wäre Jahre vor seinem Bekanntwerden als Bankräuber geschehen. Das Verbrechen passt zu den Morden an Iris Scott und George Vigus am 11. September 1947.
Am 17. Mai 2002, bevor eine formelle Untersuchung zu seinem Geständnis beginnen konnte, starb Edwin Alonzo Boyd nach einem Besuch von seiner Frau und seinem Sohn, sowie nach einem Anruf seiner ehemaligen Frau und Mutter seiner drei Kinder, im Alter von 88 Jahren.

## Vermächtnis
Zwei Bücher sind über die Boyd-Gang geschrieben worden, eines wurde in einen erfolgreichen Film umgesetzt. Girls in the Gang, ein Musical von Raymond Storey und Jon Roby bezog sich auf die Geschichte der Boyd-Bande. Es wurde 1987 in Toronto uraufgeführt und gewann einen Dora Mavor Moore Award als Bestes Musical. Im Jahr 1998 wurde Boyd in einem Dokumentarfilm von CBC Television Life and Times, interviewt, bei dem er wesentlich mehr zugab als das, wofür er angeklagt und verurteilt wurde. Ein weiterer, fiktiver Film über das Leben Boyds, Edwin Boyd: Citizen Gangster in dem Scott Speedman die Rolle von Boyd spielt, wurde im Jahr 2011 veröffentlicht.

## Medien
- Edwin Alonzo Boyd: The Story Of The Notorious Boyd Gang, Brian Vallee, Doubleday Canada (13. Oktober 1997), englisch, ISBN 978-0-385-25657-5.
- Edwin Alonzo Boyd: The Life and Crimes of Canada's Master Bank Robber (Amazing Stories (Altitude Publishing)), Altitude Publishing (Canada) (26. August 2003), Englisch, ISBN 978-1-55153-968-3.
- The Encyclopedia of Canadian Organized Crime: From Captain Kidd to Mom Boucher, Peter Edwards, Michel Auger, McClelland & Stewart (31. Juli 2012), Englisch, ISBN 978-0-7710-3049-9.